# Call of Duty: Black Ops Cold War
Call of Duty: Black Ops Cold War ist ein von Treyarch und Raven Software entwickeltes First-Person-Shooter-Videospiel, das von Activision veröffentlicht wurde. Es ist der sechste Teil der mit Call of Duty: World at War beginnenden Black-Ops-Reihe und der siebzehnte Teil der gesamten Call-of-Duty-Reihe. Als direkte Fortsetzung von Call of Duty: Black Ops wurde Black Ops Cold War am 13. November 2020 veröffentlicht.

## Handlung

### Kampagne
Nach dem Ende der Geiselnahme von Teheran 1981 beauftragt US-Präsident Ronald Reagan (Jeff Bergman) die CIA mit der Verfolgung der Hintermänner der Geiselnahme. Als Hauptverantwortliche können schnell Quasim Javadi (Farshad Farahat) und Arash Kadivar (Navid Negahban) ermittelt werden. Ein Team der SAD/SOG, bestehend aus Russell Adler (Bruce Thomas), Alex Mason [dem Protagonisten von Call of Duty: Black Ops] (Chris Payne Gilbert) und Frank Woods (Damon Victor Allen) begibt sich daraufhin nach Amsterdam, wo es ihm gelingt, Javadi nach einem Feuergefecht zu stellen. Durch die von Javadi während des anschließenden Verhörs preisgegebenen Informationen kann das SOG-Team kurz darauf auch Kadivar auf einem Flugfeld in Trabzon in der Türkei aufspüren. Dort werden sie Zeuge, wie Kadivar die Insassen des Geländewagens, mit dem er gekommen ist, erschießt. Das Team tötet daraufhin die Handlanger und stellt Kadivar, ehe er abfliegen kann. Kadivar verrät, dass der totgeglaubte sowjetische Agent Perseus (William Saylers) hinter der Geiselnahme steckt. Adler und sein Führungsoffizier Jason Hudson (Piotr Michael) informieren Präsident Reagan über die Bedrohung und erhalten von diesem einen Blankoscheck für die Jagd nach Perseus.
Hudson stellt daraufhin ein Team zusammen, das neben Adler, Mason und Woods noch aus SOG-Agent Lawrence Sims (Reggie Watkins), MI6-Agentin Helen Park (Lily Cowles), Ex-Mossad-Agent Eleazar „Lazar“ Azoulay (Damon Dayoub) und einem weiteren, nur als Codename „Bell“ bekannten Agenten besteht [in dessen Rolle der Spieler schlüpft]. Die Operationsbasis des Teams ist ein „die Landebahn“ genanntes Konspiratives Haus der CIA in West-Berlin.
Um Informationen über Perseus zu finden, soll Bell sich an das erste Aufeinandertreffen des Teams mit Perseus erinnern: 1968, im Vietnamkrieg. Damals sollte Bell mit Adler und Sims als Teil der MACV-SOG Perseus ausschalten. In Da Nang findet Bell ein sowjetisches Dossier, das auf Perseus verweist, der Agent selbst ist jedoch nicht vor Ort. Als kurz darauf von Perseus angestachelte Nordvietnamesische Truppen versuchen, eine im Rahmen der Operation Fracture Jaw platzierte taktische Nuklearwaffe aus der Fire Support Base Ripcord zu stehlen, unterstützt das MACV-SOG-Team bei der Evakuierung der Waffe.
Adler lässt das Dossier aus Vietnam aus dem Archiv holen und von Bell entschlüsseln, nachdem dies der CIA bisher nicht gelungen war. Das Dossier zeigt eine Verbindung zwischen Perseus und dem sowjetischen Mafioso Anton Wolkow auf. Das Team begibt sich daher über den Geisterbahnhof Weinmeisterstraße mit der U-Bahn nach Ost-Berlin und spürt Wolkow auf. Es wird klar, dass Wolkow Perseus dabei geholfen hat, eine Atombombe über Ost-Berlin zu schmuggeln. Die Dokumente von einem von Wolkows Kurieren verweisen das Team derweil auf Koordinaten in der Ukrainischen SSSR.
Bell und Woods untersuchen die sowjetische Militäreinrichtung, die sich an den besagten Koordinaten befindet. Dabei handelt es sich um ein unterirdisches Ausbildungszentrum der GRU Speznas, einschließlich eines kompletten Übungsdorfes im Americana-Stil. Dort kann Bell sich Zugang zu einem der Computer verschaffen und erfährt so, dass die von Perseus gestohlene Atombombe amerikanischen Ursprungs ist. Sie ist Teil einer Operation namens Greenlight, einem von Hudson geleiteten Projekt der CIA. Die beiden sichern alle Informationen über Greenlight, als ein Alarm losgeht, und sowjetische Truppen stürmen das Gebäude. Bell und Woods entkommen in einer halsbrecherischen Aktion in einem gekaperten Schützenpanzer aus dem Komplex. Zurück in West-Berlin konfrontiert das Team Hudson mit den gewonnenen Infos. Dieser gibt zu, dass er von der gestohlenen Bombe schon monatelang wusste. Sie ist Teil eines Plans der USA, Neutronenbomben unter jeder europäischen Großstadt zu platzieren, um sie im Falle einer sowjetischen Invasion dem Feind vorzuenthalten.
Die in der Trainingsanlage gesicherten Informationen verraten, dass Perseus momentan versucht, den Computerkern der stillgelegten sowjetischen Militäreinrichtung Jamantau zu bergen, um an die Liste der von Dr. Friedrich Steiner und Nikita Dragowitsch in den USA platzierten Schläferagenten zu kommen [siehe dazu Call of Duty: Black Ops]. Sie vermuten, dass er mithilfe eines der Agenten die Bombe detonieren will. Mason und Woods gelangen mithilfe des KGB-Doppelagenten Belikow (Mark Ivanir) zum Jamantau, um den Computerkern mittels Hubschrauber zu bergen. Obwohl ihnen dies gelingt, müssen sie feststellen, dass Perseus die Liste bereits an sich gebracht und dann gelöscht hat.
Die einzige andere Quelle für die Liste ist damit der Zentralrechner im KGB-Hauptquartier in Moskau. Adler und Bell kontaktieren daraufhin erneut Belikow, der sie unbemerkt ins Lubjanka-Gebäude und bis zum Hauptrechner schmuggelt, wobei jedoch seine Tarnung auffliegt. Die beiden können die Liste der Agenten extrahieren und erfolgreich mit Belikow entkommen.
Über die Liste können sie nun nachvollziehen, dass Perseus den am Projekt Greenlight beteiligen Schläferagenten Theodore Hastings zum detonieren der Bombe zwingen will, die er inzwischen nach Kuba gebracht hat. Park, Lazar und Bell begeben sich nach Kuba, wo sie jedoch Hastings und alle beteiligten erschossen vorfinden. Im Sterben verrät Hastings, dass er für Perseus die Zündcodes der Bombe extrahieren musste. Mit diesen kann Perseus alle Greenlight-Bomben weltweit zünden, und die Schuld den USA zuschieben. Die drei fliehen über das Dach des Gebäudes mittels Skyhook, wobei Lazar jedoch getötet und Bell und Park verletzt werden. Zurück im konspirativen Haus wird Bell von Adler unter Medikamente gesetzt und mittels Suggestion dazu gebracht, sich erneut an Vietnam zu erinnern, wobei das Szenario jedoch zunehmend surrealer wird. Adler bringt Bell schlussendlich dazu, sich an ein Treffen mit Perseus und seiner Führungsriege zu erinnern. Jetzt wird auch Bells wahre Identität offenbar: er war einst Agent im Dienste Perseus’, bis Arash Kadivar ihn aus Neid hinterging. Bell war einer der Insassen des Fahrzeugs, die Kadivar am Flugplatz in Trabzon anschoss und zum Sterben zurückließ. Mithilfe des MKULTRA-Programms der CIA löschten Adler und Park Bells Gedächtnis und gaben ihm eine neue Identität. Die vermeintlichen Erinnerungen an den Vietnamkrieg wurden Bell ebenfalls von Adler eingepflanzt, er war niemals dort. Das angeblich in Vietnam gefundene Dossier über Perseus hatte Bell in Wahrheit bei sich, als Adler ihn in Trabzon vorfand, und das Treffen mit Perseus in Vietnam war in Wahrheit ein nur wenige Tage zurückliegendes Treffen.
Bell entscheidet sich nichtsdestotrotz, Perseus aufzuhalten und verrät dessen Aufenthaltsort: Das Solowezki-Kloster. Das Team begibt sich mit Unterstützung durch das US-Militär dorthin und zerstört erfolgreich die Funkanlage, sodass die Bomben nicht mehr Ferngezündet werden können. Perseus selbst entkommt jedoch. Bell wird von Adler an eine abgelegene Klippe geführt und erschossen, da er als Ex-Perseus-Agent ein zu großes Risiko darstellt.

### Mehrspieler
Multiplayer bietet neue und wiederkehrende Spielmodi sowie Karten, die sowohl das traditionelle 6v6-Format als auch größere 12v12-Kämpfe ermöglichen. Das Spiel führte auch einen neuen Spielmodus namens "Fireteam" ein, der bis zu 40 Spieler unterstützen kann. Die Funktion "Eine Klasse erstellen" verwendet ein ähnliches System wie in Modern Warfare mit zwei Hauptunterschieden: Feldaufrüstungen werden als Teil der Klassenladevorgänge implementiert, und jede Klasse hat eine Wildcard-Auswahl für mehr primäre Anhänge, mehr Vergünstigungen, mehr Granatenausrüstung oder das Mischen und Anpassen jedes Waffen-/Perk-Typs in jedem Slot. Es wird auch plattformübergreifendes Spielen unterstützen. Darüber hinaus wird das Progressionssystem für den Mehrspielermodus in Warzone integriert, was bedeutet, dass in Cold War freigeschaltete Ausrüstung und Waffen in Warzone verwendet werden können und umgekehrt.

### Zombies
Black Ops Cold War Zombies bietet eine neue Handlung mit dem Titel "Dark Aether", die die ursprüngliche Aether-Geschichte, die in Black Ops 4 abgeschlossen wurde, erweitert und gleichzeitig an die Haupterzählung der Kampagne anknüpft. Anstatt als vordefinierte Charaktere zu spielen, können die Spieler im Rahmen von "Requiem", einem von Grigori Weaver (Gene Farber) zusammengestellten CIA-Reaktionsteam, in die Rolle von Operator-Charakteren aus dem Multiplayer-Modus schlüpfen. Der Fortschritt und die Loadouts aus dem Mehrspieler-Modus werden mit Zombies geteilt, da die Spieler jede beliebige Waffe benutzen können, um ein Zombies-Match zu beginnen, neben Waffenschmied, Streaks und Feld-Upgrades, zusätzlich zu den zurückkehrenden Mechaniken wie Wallbuys, der Mystery Box, Pack-a-Punch und früheren Fan-Favoriten. Zum ersten Mal in Zombies können Spieler sich dafür entscheiden, die Karte zu „exfilen“, was sie in eine schwierige Welle mit erhöhtem feindlichen Spawn versetzt, die sie überleben müssen, bevor sie entkommen können. Auf den spielbaren Karten sind auch sammelbare Intels verstreut, so dass die Spieler die Hauptgeschichte verfolgen und entfalten können, während sie voranschreiten.

## Gameplay

### Kampagne
Der Spielercharakter mit dem Codenamen Bell kann mit verschiedenen Hauttönen, ethnischen Hintergründen, Geschlechtern sowie verschiedenen Persönlichkeitsmerkmalen, die im Spiel Vorteile bieten, angepasst werden. Die Entscheidungen des Spielers haben direkten Einfluss auf den Spielverlauf. Es gibt insgesamt drei verschiedene Enden der Kampagne.

## Entwicklung
Am 18. Mai 2019 berichtete Kotaku, dass sich das Spiel im Umbruch befinde, da die Entwickler Sledgehammer Games und Raven Software zunehmende Spannungen zwischen den Studios hatten. Zwei Quellen beschrieben das Spiel als „Chaos“. Als Reaktion darauf beauftragte Activision Treyarch, die Entwicklung an der Seite von Raven zu leiten.
Am 4. August 2020 bestätigte Activision in ihrem Q2 Earnings Call, dass die Veröffentlichung eines neuen Call-of-Duty-Titels für das Jahr 2020 geplant ist und dass Treyarch und Raven das Spiel entwickeln. Es wird das erste Call-of-Duty-Spiel seit Modern Warfare 3 sein, das von zwei Studios gemeinsam entwickelt wird, und es ist das erste Mal, dass Raven Software der Hauptentwickler ist, da Raven Software, wie schon bei früheren Spielen, bei der Entwicklung des Mehrspieler-Modus und der zusätzlichen Funktionen behilflich war. Activision-Präsident Robert "Bobby" Kotick bestätigte während des Q2 Earnings Call, dass Black Ops Cold War „eng verbunden“ sein wird mit Call of Duty: Modern Warfare (2019) und Call of Duty: Warzone.
Dan Vondrak von Raven Software sagte über die Idee der multiplen Enden: „Als wir mit der Erstellung der Geschichte begannen, hatten wir sofort multiple Enden im Sinn. Und das hat wirklich geholfen ... Aber wir wussten sofort, dass wir das tun wollten. Mir gefiel die Idee, dass wir mit diesen [mehrfachen Enden] eine kleine Hommage an Black Ops 2 haben könnten“.
Alle herunterladbaren Inhalte (DLC) für Black Ops Cold War, sowohl für Multiplayer als auch für Zombies, werden völlig kostenlos sein.
Die Enthüllung der Kampagne des Spiels fand am 26. August 2020 statt und der Multiplayer-Modus wurde am 9. September 2020 enthüllt.
Die Entwicklungskosten betrugen 700 Millionen US-Dollar.

## Musik
Für die Musik ist der Komponist Jack Wall verantwortlich, der auch schon für viele vorherige Spiele der Reihe komponiert hatte.
Der Soundtrack erschien zeitgleich zum Spiel als Album auf den gängigen Streamingdiensten. Er umfasst insgesamt 51 Titel und hat eine Laufzeit von einer Stunde und Siebenundfünfzig Minuten.
Neben dem Soundtrack findet sich in der Kampagne des Spiels – überwiegend im Hintergrund – auch lizenzierte, Musik, die nicht im Soundtrack enthalten ist. Der Vorspann ist mit Norman Greenbaums Spirit in the Sky untermalt. In der ersten Mission „Kein Entkommen“ und einer Zwischensequenz läuft im Hintergrund The Stroke von Billy Squier. In „Fracture Jaw“ ist das Lied Magic Carpet Ride von Steppenwolf an mehreren Stellen zu hören. In der Ostberliner Bar in „Riss in der Mauer“ spielt eine Jukebox das Lied Paul ist tot der deutschen Grunge-Band Fehlfarben, und im Übungsdorf Amerika Town in der Mission „Rotes Licht, Grünes Licht“ läuft über die Lautsprecheranlage Pat Benatars Hit me with your best shot.

## Zensur
CBR.com berichtete, dass der Teaser-Trailer in China wegen einer einsekündigen Darstellung der Proteste auf dem Platz des Himmlischen Friedens von 1989 verboten worden war. Stattdessen wurde ein bearbeiteter Trailer veröffentlicht, wobei die Originalversion des Trailers weltweit aus dem Verkehr gezogen wurde.

## Rezeption
Der Videospielejournalist Rainer Sigl kritisiert, dass die Einzelspieler-Kampagne des Spiels teils geschichtsrevisionistische und rechtsextreme Verschwörungstheorien aufgreife. In der Handlung sei die „große sowjetische Verschwörung […] als narratives Grundgerüst so bestimmend, dass dafür schon in der Bewerbung des Spiels großzügig die Grenzen zwischen historischer Realität und in realen rechtsextremen Zirkeln populären Verschwörungstheorien verwischt wurden“. So gab es zum Beispiel, anders als im Spiel dargestellt, keine sowjetische Beteiligung an der Geiselnahme von Teheran. Problematisch sei hierbei, dass Black Ops Cold War teils reale historische Szenen verwende und mit dem Spruch „know your history“ den Anschein von „Realismus“ erzeuge. Der Trailer des Spiels wurde dafür kritisiert, Szenen aus einem Interview mit Juri Besmenow aufzugreifen, das der Verschwörungstheoretiker G. Edward Griffin mit ihm führte. Dieses Interview ist heute Grundlage vieler Verschwörungstheorien (etwa der des Kulturmarxismus) und bei nach der GamerGate-Kontroverse entstandenen Alt-Right beliebt.

## Trivia
- Neben Ronald Reagan treten auch weitere historische Figuren wie General Alexander „Al“ Haig und James Baker im Spiel auf
- Das Spiel bedient sich vieler Mythen des kalten Krieges. Der Antagonist des Spiels, Perseus, ist eine reale Theorie. Es soll sich bei ihm um einen sowjetischen Agenten gehandelt haben, der erfolgreich das Manhattan-Project infiltriert hat. Ob ein solcher Spion je existiert hat, ist jedoch bis heute zweifelhaft. Die im Spiel zentrale Rollen einnehmenden Operationen Fracture Jaw und Greenlight sowie das MKULTRA-Programm sind reale, im kalten Krieg von der US-Regierung ersonnene Unternehmen, die meist jedoch – im Gegensatz zur Darstellung im Spiel – erfolglos oder gar nicht umgesetzt wurden. Auch die bereits aus Black Ops bekannte militärische Anlage auf dem Jamantau war eine in Amerika weit verbreitete Verschwörungstheorie.
- Am Ende der Mission „Durchbruch“ ist von der „Radaranlage bei Duga“ die Rede. Duga ist jedoch der Name des Radarsystems selbst, und kein spezieller Ort. Die Karte des nicht-kanonischen Endes „Asche zu Asche“ ist der ursprünglichen Duga-Anlage in Mikolajiw in der Ukraine nachempfunden, und auch die Zwischensequenz vor der Mission bestätigt diesen Ort. Der Missionstext jedoch spricht von der Duga-2-Anlage in Komsomolsk, Russland.